# Exnom
L'exnom, també anomenat necrònim, o en anglès, deadname, és el nom amb el qual es coneix, o coneixia, a les persones transgènere abans de fer el trànsit, mèdic o social, i escollir el nom sentit amb el seu gènere. Aquest es pot fer servir de forma accidental, inconscientment, per desconeixença, o bé malintencionadament, el qual es consideraria transfòbia.
En la nostra societat, molt sovint, els noms adjudicats en néixer porten implícitament un gènere binari establert, amb el qual les persones trans no se senten identificades, i, per tant, fer servir l'exnom pot generar malestar o disfòria, ja que al·ludeix al gènere assignat en néixer.
Malgrat tot, no és un procés fàcil desfer-se del seu exnom en registres oficials i carnets, perquè cal passar per un procés legal llarg i tediós, pel qual persones trans sovint troben dificultats i impediments per part de l'administració.

## Legislació a Espanya
Abans de la coneguda Llei trans, la llei 3/2007, de 15 de març estipulava que les persones trans que es volguessin canviar el nom de forma legal havien de començar el tràmit només després de 2 anys en tractament hormonal demostrable, un justificant psicològic conforme la persona patia de disfòria de gènere, i tenir més de 16 anys. Amb aquests documents, s'havia de presentar una sol·licitud al Registre Civil, la qual s'havia de ratificar més endavant.
Aprovada la Llei trans, del 4/2023, les limitacions s'esborren, i d'ara endavant, les persones trans que vulguin formalitzar el canvi de nom, hauran de ser majors de 14 anys i caldrà signar la sol·licitud amb el permís patern, mentre que majors de 16 anys podran formalitzar la petició de forma autònoma. A més a més, no caldrà demostrar el tractament hormonal ni justificar la disfòria de gènere.
Aquest procediment, però, serveix només per canviar el DNI de la persona. Amb el DNI, s'ha d'actualitzar la resta de dades personals, sigui carnet de conduir, o informació bancària, iniciant tràmits paral·lels amb el mateix fi.